# Programme und Systeme zur Überwachung (Globale Überwachungs- und Spionageaffäre)
Dieser Artikel beschreibt die bekanntgewordenen Programme und Systeme zur Überwachung in der globalen Überwachungs- und Spionageaffäre.

## Boundless Informant
Das US-amerikanische Programm Boundless Informant analysiert die von der NSA erfassten Datenmengen. Zum Beispiel ist es möglich, Karten zu erstellen, die über Farbzuordnung die aus den einzelnen Ländern bezogene Datenmenge anzeigen.

## Bullrun
Bullrun ist der Name für ein Programm der NSA, um verschlüsselte Daten im Internet mitlesen zu können. Der britische Geheimdienst GCHQ hat ein ähnliches Programm namens Edgehill. Mit dem mehr als zehnfachem Budget (254,9 Millionen US-Dollar) von PRISM ist Bullrun vermutlich eines der größten geheimen Programme der NSA.
Es gibt eine Vielzahl von Angriffswegen. Beispielsweise werden Zertifizierungsstellen oder Zufallszahlengeneratoren mit Schwachstellen ausgeliefert, damit sie später leichter geknackt werden können.

## CNE
Das unter dem Namen Computer Network Exploitation (CNE) bekannt gewordene Spionageprogramm des GCHQ dient zur Kompromittierung der Hardware von Netzwerkdienstanbietern. Dabei infiziert der Geheimdienst ohne das Wissen der Hersteller die Geräte und erlangt so aus der Ferne Kontrolle über Router und Terminals. Über infizierte Geräte übertragene Daten können ausgelesen, manipuliert und umgeleitet werden.
Aus internen Dokumenten datiert auf den 13. Juni 2008 des GCHQ geht hervor, dass im Rahmen dieses Programmes Hardware von Cisco manipuliert werden könne. So habe das GCHQ den Internetknoten Pakistan Internet Exchange unter seine Kontrolle gebracht.
Laut der BBC sei CNE vom britischen Außenministerium genehmigt worden und die Manipulationen von Routern ohne das Wissen von Cisco geschehen.

## CO-TRAVELER Analytics
CO-TRAVELER Analytics ist der Name eines Programms der NSA zur Sammlung und Auswertung von Standortinformationen aus dem Mobilfunk. Laut Medienberichten werden im Rahmen dieses Programms täglich mehrere hundert Millionen Mobiltelefone überwacht und somit über fünf Milliarden Datensätze, mit einer Speichergröße von mehr als 27 Terabyte, gespeichert und ausgewertet. Ziel des Spionageprogramms CO-TRAVELER Analytics ist demnach eine Erstellung umfassender Bewegungs- und Beziehungsprofile.

## Dishfire
Mit Hilfe von Dishfire hat die NSA (Stand 2012) 200 Millionen SMS pro Tag überwacht und eingesammelt. Die Überwachung erfolgt laut Medienberichten verdachtsunabhängig und hat unter anderem Informationen zu persönlichen Kontakten, Finanz-Transaktionen und Aufenthaltsorten zum Ziel.

## FAIRVIEW
FAIRVIEW bezeichnet einen Ansatz der NSA, mit dem es gelingt, auf große Datenmengen außerhalb des Hoheitsgebietes der Vereinigten Staaten zugreifen zu können. Laut dem Guardian arbeite die NSA dazu mit US-nationalen Telekommunikationsunternehmen zusammen, die wiederum die Zusammenarbeit mit ausländischen Unternehmen suchen. So erhalte ein US-Konzern Zugriff auf ein ausländisches Netzwerk und reicht diesen Zugriff an die NSA weiter – laut dem Guardian beispielsweise in Brasilien.

## Genie
Genie ist der Codename für ein von der NSA kontrolliertes Botnet, das im Jahr 2008 weltweit 21.252 Rechner umfasste. Laut Washington Post sollen gezielt bestimmte Netzwerke unter Kontrolle der NSA gebracht werden. Gelingt dies, können die Computer in diesen Netzwerken anschließend per XKeyscore ausgewertet werden.
Die Internetoperationen sollen zu etwa dreiviertel gegen Iran, Russland, China und Nordkorea gerichtet gewesen sein oder gegen die Verbreitung von Nuklearwaffen.
Weiterhin berichtete die Washington Post von 231 Internet-Operationen – ausgeführt im Jahr 2011.

## Mail Isolation Control and Tracking
Mail Isolation Control and Tracking (MICT) bezeichnet ein im Juni 2013 vom FBI veröffentlichtes Überwachungsprogramm, bei dem der gesamte Postverkehr des United States Postal Service (USPS) fotografiert und in einer Datenbank verfügbar gemacht wird. Im Jahr 2012 waren das etwa 160 Milliarden Sendungen. Strafbehörden können diese Daten abfragen.
Auch die Deutsche Post fotografiert die Adressen aller Postsendungen. Dies diene laut Unternehmensauskunft beispielsweise zur Sicherstellung einer korrekten Zustellung. Im Rahmen von Pilotprojekten, in denen den US-amerikanischen Behörden entsprechende Daten von Geschäftskunden zur Verfügung gestellt werden, sei das Ziel eine Vereinfachung der Zollabfertigung.

## MUSCULAR
MUSCULAR (DS-200B) ist der Name eines Überwachungsprogrammes, welches in Zusammenarbeit des britischen GCHQ, dem primären Betreiber des Programmes, und der amerikanischen NSA betrieben wird. Enthüllt wurde das im Vereinigten Königreich gelegene Programm durch die von Edward Snowden enthüllten Dokumente und durch Interviews der Washington Post mit vertraulichen Quellen. Die beiden Geheimdienste haben dabei die Hauptkommunikationsverbindungen, welche Yahoo und Google verbinden, angezapft.

## OAKSTAR
Ist ein Internetüberwachungsprogramm der NSA. OAKSTAR ist ein Dachprogramm zur Telekommunikationsüberwachung bei dem, ähnlich wie bei BLARNEY, FAIRVIEW und STORMBREW, passierende Daten direkt an Glasfaserkabeln und Infrastruktur (also z. B. an einem Backbone) abgeschöpft werden.

## Optic Nerve
Weiterhin wurde enthüllt, dass der britische Geheimdienst GCHQ die Yahoo-Videochats über Jahre hinweg überwacht hat. Dabei sollen allein innerhalb einer 6-monatigen Periode 1,8 Millionen Nutzer ausgespäht worden sein. Das gewonnene Material enthielt außerdem eine große Menge an sexuell expliziten Bildern.

## PRESTON
PRESTON ist ein vom Vereinigten Königreich im Hauptquartier des Security Service MI5 in London betriebenes Zentrum zum Abgreifen von Telefongesprächen und Internetverbindungen, dessen Existenz im März 2015 enthüllt wurde. Seit 2000 "vernetzt [es] riesige Datenbanken des National Technical Assistance Centre (NTAC), die abgehörte Telefongespräche, Aufnahmen von Internetnutzung, Reisen, Finanzen, und andere persönliche Aufzeichnungen speichern." PRESTON wird auch die nationale Big Brother Datenbank genannt.

## PRISM
Im Rahmen des PRISM-Programms werden Daten von den Servern von neun großen US-amerikanischen Internetunternehmen, darunter Apple, Microsoft, Facebook, Google und Skype, abgeschöpft. Diese Daten ermöglichen eine „Live-Überwachung“ der Betroffenen. Die Unternehmen bestreiten, freiwillig Daten herauszugeben. Sie würden Daten nur auf richterlichen Beschluss zur Verfügung stellen.

## Quantumtheory
Eine Abteilung der NSA namens Tailored Access Operations soll nach Medienberichten in der Lage sein, auf verschiedene technische Systeme speziell ausgerichtete Werkzeuge zur Ausspähung und Manipulation von Computern oder Computernetzen herzustellen. Ziele sind unter anderem die Übernahme von Botnets (Programm Quantumbot) oder Datenmanipulation und -abgriff auf Zielsystemen (Programm Quantumcopper). Eine Komponente namens Quantum-Insert soll für den Angriff auf den belgischen Provider Belgacom verwendet worden sein.

## Smurfs
Unter dem Decknamen Smurfs (dt. Schlümpfe) betreibt das GCHQ ein Programm für den Zugriff auf Smartphones. Die Fertigkeiten des Programms sind nach Schlümpfen benannt.
- Dreamy Smurf: Aus der Ferne Smartphones unbemerkt nach Belieben ein- und ausschalten
- Nosey Smurf: Internes Mikrofon aktivieren und Gespräche aufzeichnen
- Trackers Smurf: Ortung mit höherer Genauigkeit als durch das GSM-Netz
- Porus: Die Fähigkeit des Trojaners unbemerkt zu bleiben
- Paranoid Smurf: Die Fähigkeit des Trojaners sich selbst zu verteidigen

Welche Betriebssysteme betroffen sind, ist nicht bekannt.

## Squeaky Dolphin
Als Reaktion auf den Arabischen Frühling hat die NSA ein Programm aufgebaut, in dessen Rahmen Nutzerinteraktionen unter anderem auf Facebook, YouTube und Blogger.com in Echtzeit verfolgt werden können. Durch die Auswertung soll die Vorhersage von Protesten ermöglicht werden.

## Tempora
Tempora ist ein Programm des britischen GCHQ zur Abschöpfung von Online- und Telefonkommunikation, in dessen Rahmen Glasfaserkabel, die über britisches Territorium laufen, angezapft werden.

## XKeyScore
XKeyscore soll im Jahr 2008 aus einem Verbund von mehr als 700 Servern bestanden haben, die auf 150 verschiedene Standorte verteilt waren. Mögliche Anwendungen dieses Systems sind die Datenanalyse und die Echtzeit-Überwachung. Laut einem Spiegel-Bericht vom 20. Juli 2013 soll das System sowohl von dem für die Auslandsaufklärung zuständigen deutschen Bundesnachrichtendienst (BND) als auch von dem innerhalb Deutschlands agierenden Bundesamt für Verfassungsschutz (BfV) eingesetzt werden. Dies gehe aus von Edward Snowden offengelegten geheimen Dokumenten der NSA hervor, die der Spiegel habe einsehen können.
Der BfV-Präsident Hans-Georg Maaßen erklärte gegenüber der Bild am Sonntag am 21. Juli 2013: „Das BfV testet die vom Spiegel angesprochene Software, setzt sie aber derzeit nicht für seine Arbeit ein.“ Am 13. September 2013 berichtete die Süddeutsche Zeitung: „Sollte der Geheimdienst das Programm im Regelbetrieb nutzen, hat sich das BfV verpflichtet, alle Erkenntnisse mit der NSA zu teilen.“ Dies hatte Maaßen der NSA zugesichert.

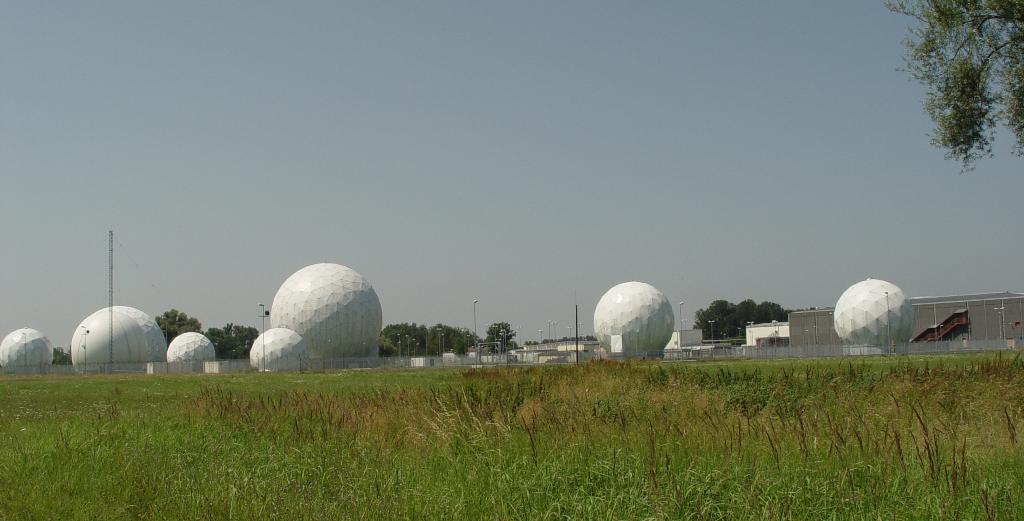
Radarkuppeln der ehemaligen Echelon Field Station 81 in Bad Aibling, Bayern

Der BND nutzt XKeyscore bereits seit 2007 in der Mangfall-Kaserne (Bad Aibling) – nach eigenen Angaben nur zur Aufklärung ausländischer Satellitenkommunikation. XKeyScore diene nur der Erfassung und Analyse von selbst erfassten Daten. „Mit XKeyScore kann der BND weder auf NSA-Datenbanken zugreifen, noch hat die NSA Zugriff auf das beim BND eingesetzte System“, versicherte der Auslandsgeheimdienst. Die Abhöreinrichtung in Bad Aibling wurde bis 2004 von der NSA betrieben, danach an die Bundesrepublik übergeben und vom BND betrieben.